# Gold Smith Rapids
Die Gold Smith Rapids sind Stromschnellen des Bowyers Stream im Gebiet der Ortschaft Staveley in der Region Canterbury auf der Südinsel Neuseelands. Unterhalb des 1688 m hohen Mount Somers liegen sie in unmittelbarer Nachbarschaft zu den Sharplin Falls.
Im Nordwesten von Staveley führte der 1,2 km lange Sharplin Falls Walking Track in rund 20 Gehminuten zu den Stromschnellen und zum Wasserfall. 2017 wurde dieser Wanderweg aufgrund anhaltenden Steinschlags durch das Department of Conservation permanent geschlossen.